# FirstEnergy Stadium
FirstEnergy Stadium er et stadion i Cleveland i Ohio, USA, der er hjemmebane for NFL-klubben Cleveland Browns. Stadionet har plads til 73.200 tilskuere. Det blev indviet 12. september 1999, hvor det erstattede Browns gamle hjemmebane Cleveland Municipal Stadium.